# نمازخانه

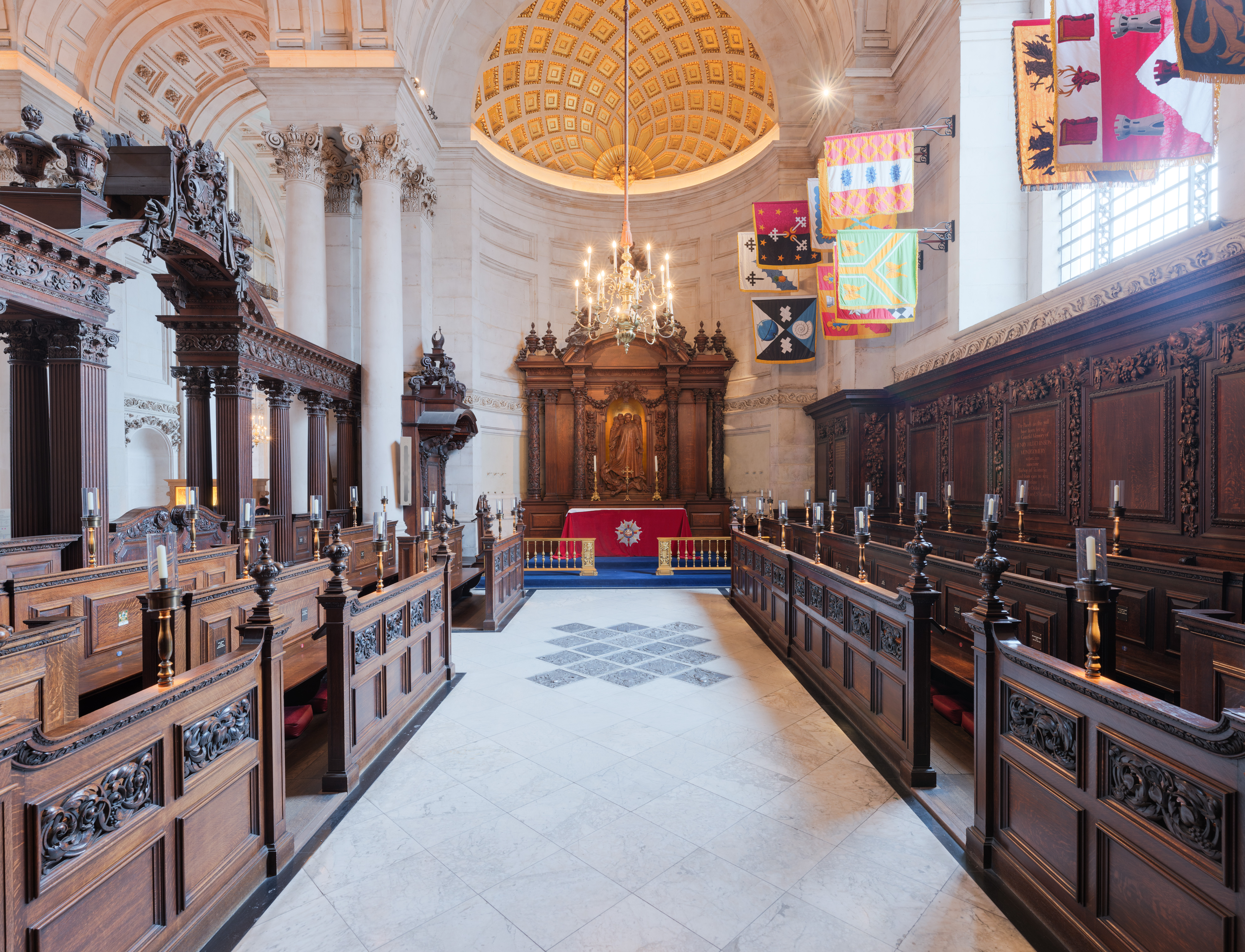
نمازخانه سینت مایکل و سینت جرج، کلیسای جامع سینت پال لندن.

نمازخانه مکانی ویژهٔ عبادت در بعضی از اماکن عمومی است.
- اطاقی مخصوص خواندن نماز در خانه مسلمانان. جایی که در آن نماز خوانند.
- کلیسای ترسایان، معبد مسیحیان. محلی در کلیسا یا کاخ مسیحیان که برای خواندن دعا اختصاص دهند.
- کنشت، کنیسه.